# Игнатий из Сантии
Святой Игнатий из Сантии (Игнацио да Сантия; итал. Ignazio da Santhià), в миру Лоренцо Маурицио Бельвизотти (итал. Lorenzo Maurizio Belvisotti, 5 июня 1686, Сантия, Пьемонт — 22 сентября 1770, Турин, Сардинское королевство) — итальянский католический священник из ордена капуцинов.
Канонизирован папой Иоанном Павлом II в 2002 году.

## Биография
Родился в Сантии, Верчелли 5 июня 1686 года в семье Пьетро Бельвизотти и Марии Балокко. Учился у местного священника, который разглядел его потенциал и вдохновил посвятить себя религии. В 1706 году он отправился в Верчелли, чтобы изучать богословие и философию.
Рукоположен в сан священника в 1710 году и до 1716 года служил приходским священником. Ему предложили руководящую должность в Верчелли, но он отказался и вместо этого стал послушником в ордене капуцинов. Принёс монашеские обеты в 1717 года и принял имя Игнатий в честь святого Игнатия де Лойолы. В том же году был направлен в монастырь в Салуццо, служил кистером. Также некоторое время занимал должность наставника послушников в Кьери и кистером в Турине в 1723 году. С 1731 по 1744 год был наставником послушников в Мондови, но ему пришлось отойти от дел на два года из-за проблем с глазом.
Между 1743 и 1746 годами в Пьемонте вспыхнула война. Оправившись после болезни, он стал главным капелланом армий Карла Эммануила III. Он стал известен благодаря своей работе с ранеными. Также служил капелланом в больницах Асти и Алессандрии. После завершения войны вернулся к своей прежней жизни, служил духовником и религиозным наставником, продолжал навещать больных и бедных по всему Турину.
Умер 22 сентября 1770 года в ореоле святости, был провозглашён святым в Турине.

## Почитание
Беатифицирован 17 апреля 1966 года папой Павлом VI, канонизирован 19 мая 2002 года папой Иоанном Павлом II.
День памяти — 22 сентября.